# Revisie (techniek)
Reviseren is het controleren en eventueel herstellen van motoren en machines. Ook bij groot onderhoud aan rollend materieel, zoals aan treinen, spreekt men van revisie. Reviseren is afgeleid van het Franse woord voor herzien.
In het bijzonder wordt met de revisie van een motor gedoeld op het zodanig 'opknappen' ervan, dat deze weer voor lange tijd kan functioneren. Ook zijn deelrevisies, van bijvoorbeeld oldtimermotoren, mogelijk. Allereerst worden alle delen schoongemaakt en ontdaan van oliën, vetten en andere vormen van aanslag. Daarna worden de onderdelen van de motor gecontroleerd en volgt een analyse van de oorzaak van de problemen. Vervolgens worden de nodige onderdelen gedemonteerd. Als blijkt dat deze na bewerking weer probleemloos kunnen functioneren, kunnen ze opnieuw worden gebruikt. Bij twijfel wordt in de regel het onderdeel vervangen.